# 水谷心
水谷 心（みずたに こころ、1989年12月13日 - ）は、日本の男性フィギュアスケート選手(アイスダンス)。パートナーは矢島榛乃、伊藤芽、中澤千夏、小松原美里、原楓葉。東京都出身。
2011年世界ジュニアフィギュアスケート選手権代表。兄は同じくアイスダンス選手の水谷太洋。

## 経歴
2007-08シーズン、原楓葉とカップルを組み出場した全日本ジュニア選手権で3位に入る。翌年の全日本ジュニア選手権では2位に入る。
2009-10シーズン、小松原美里とカップルを組み、全日本ジュニア選手権で初優勝する。
2010-11シーズン、ISUジュニアグランプリに初参戦。同年の全日本ジュニア選手権で2連覇し、世界ジュニア選手権の出場が決定した。初出場となった世界ジュニア選手権では14位に終わる。
2013-14シーズン、中澤千夏とカップルを組み直す。初出場となった全日本選手権では4位となる。2014-15シーズン、伊藤芽とカップルを新たに結成。全日本選手権では5位に終わる。2015-16シーズン、矢島榛乃とカップルを結成。
全日本選手権では4位となる。

## 主な戦績
- 2007-2009シーズンは原楓葉とのカップル
- 2009-2011シーズンは小松原美里とのカップル
- 2013-2014シーズンは中澤千夏とのカップル
- 2014-2015シーズンは伊藤芽とのカップル
- 2015-2016シーズンは矢島榛乃とのカップル

| 大会/年               | 2007-08 | 2008-09 | 2009-10 | 2010-11 | 2013-14 | 2014-15 | 2015-16 |
| --------------------- | ------- | ------- | ------- | ------- | ------- | ------- | ------- |
| 全日本選手権          |         |         |         |         | 4       | 5       | 4       |
| 世界Jr.選手権         |         |         |         | 14      |         |         |         |
| 全日本Jr.選手権       | 3       | 2       | 1       | 1       |         |         |         |
| JGP SBC杯             |         |         |         | 11      |         |         |         |
| JGP B・シュベルター杯 |         |         |         | 15      |         |         |         |
| モンブラントロフィー  |         |         | 5 J     |         |         |         |         |
| ババリアンオープン    |         |         |         | 5 J     |         |         |         |